# Aide toi et le ciel t’aidera
Aide toi et le ciel t’aidera [эд туа́ э лё сьель тэдра́] (фр. Aide toi et le ciel t’aidera — помогай себе, и Бог тебе поможет) — французская пословица, аналог русской «на Бога надейся, а сам не плошай».

## История
С этим девизом в 1824 году образовалось в Париже общество либерального толка, имевшее целью оживить в народе интерес к политике и образовать оппозицию ультрароялистам. Оно было основано так называемыми доктринёрами, по большей части из редакторов «Глобуса»; для заведования делами общества был избран комитет, вначале из 14, впоследствии из 12 членов, в состав которого вошли, между прочим, сотрудники «Le Globe»: Ремюза, Дюшатель, Дювержье де Горан, Дежан, Дюбуа, Монталиве и др.; кроме того, Тьер, Минье и республиканцы Каррель, Кавеньяк, Бастид, Тома, Марше и др. С прекращением «Le Globe» органом их сделался «Le National».
Под влиянием агитаторской деятельности этого общества образовалась в 1830 году оппозиция 221 депутата. После Июльской революции общество это приняло демократический характер, вступило в оппозицию правительству и распалось само собою в 1832 году.

## В литературе
В романе Ромена Роллана «Кола Брюньон» выражение встречается в такой форме: «Хочешь знать, какова здесь мораль, изволь: подсоби себе сам, подсобит король» (перевод Михаила Лозинского).